# Mateo Musacchio
Mateo Pablo Musacchio (Rosario, 1990. augusztus 26. –) albán származású argentin labdarúgó, az olasz AC Milan hátvédje.

## Statisztika
2019.05.26.
| Klub             | Bajnokság        | Szezon                     | Bajnokság | Bajnokság | Kupa | Kupa | Európai kupák | Európai kupák | Egyéb | Egyéb | Összesen | Összesen |
| Klub             | Bajnokság        | Szezon                     | Mérk      | Gól       | Mérk | Gól  | Mérk          | Gól           | Mérk  | Gól   | Mérk     | Gól      |
| ---------------- | ---------------- | -------------------------- | --------- | --------- | ---- | ---- | ------------- | ------------- | ----- | ----- | -------- | -------- |
| River Plate      | 2006–07          | Argentine Primera División | 5         | 0         | 0    | 0    | –             | –             | –     | –     | 5        | 0        |
| River Plate      | 2007–08          | Argentine Primera División | 1         | 0         | 0    | 0    | –             | –             | –     | –     | 1        | 0        |
| River Plate      | 2008–09          | Argentine Primera División | 4         | 0         | 0    | 0    | 1             | 0             | –     | –     | 5        | 0        |
| River Plate      | Összesen         | Összesen                   | 10        | 0         | 0    | 0    | 1             | 0             | –     | –     | 11       | 0        |
| Villarreal       | 2009–10          | La Liga                    | 7         | 0         | 0    | 0    | 1             | 0             | –     | –     | 8        | 0        |
| Villarreal       | 2010–11          | La Liga                    | 31        | 0         | 6    | 0    | 15            | 0             | –     | –     | 52       | 0        |
| Villarreal       | 2011–12          | La Liga                    | 30        | 0         | 2    | 0    | 7             | 0             | –     | –     | 39       | 0        |
| Villarreal       | 2012–13          | Segunda División           | 39        | 2         | 1    | 0    | –             | –             | –     | –     | 40       | 2        |
| Villarreal       | 2013–14          | La Liga                    | 32        | 1         | 3    | 0    | –             | –             | –     | –     | 35       | 1        |
| Villarreal       | 2014–15          | La Liga                    | 14        | 3         | 3    | 0    | 7             | 0             | –     | –     | 24       | 3        |
| Villarreal       | 2015–16          | La Liga                    | 13        | 1         | 3    | 0    | 5             | 0             | –     | –     | 21       | 1        |
| Villarreal       | 2016–17          | La Liga                    | 23        | 0         | 1    | 0    | 6             | 0             | –     | –     | 30       | 0        |
| Villarreal       | Összesen         | Összesen                   | 189       | 7         | 19   | 0    | 41            | 0             | –     | –     | 249      | 7        |
| Milan            | 2017–18          | Serie A                    | 15        | 0         | 0    | 0    | 7             | 1             | –     | –     | 22       | 1        |
| Milan            | 2018–19          | Serie A                    | 29        | 1         | 3    | 0    | 1             | 0             | –     | –     | 33       | 1        |
| Milan            | Összesen         | Összesen                   | 44        | 1         | 3    | 0    | 8             | 1             | –     | –     | 55       | 2        |
| Karrier összesen | Karrier összesen | Karrier összesen           | 243       | 8         | 22   | 0    | 50            | 1             | –     | –     | 315      | 9        |

## Sikerei, díjai
- River Plate
  - Argentin bajnok: Clausura 2008